# Marcelo Loffreda
Pas d'image ? Cliquez ici

a Compétitions nationales et continentales officielles uniquement.

b Matchs officiels uniquement.
Dernière mise à jour le 14 janvier 2010.
Marcelo Herman Loffreda, né le 17 mai 1959 à Buenos Aires (Argentine), est un joueur de rugby à XV argentin, jouant au poste de trois-quarts centre. Il a obtenu cinquante sélections pour l'équipe d'Argentine puis l'a entrainée de 2000 à 2007, année où les Argentins terminent troisièmes de la Coupe du monde.

## Carrière
Joueur du club argentin San Isidro Club, Marcelo Loffreda a honoré sa première cape internationale officielle avec l'Argentine le 27 octobre 1979 à Buenos Aires pour une victoire 24-13 contre l'Australie. Il a joué son dernier match international le 15 octobre 1994 à Johannesbourg pour une défaite 46-26 contre l'Afrique du Sud. 
En 1994, il range ses crampons et devient entraîneur du San Isidro Club.

### Sélectionneur
En 2000, il devient sélectionneur de l'Argentine et avec elle, il remporte des succès significatifs contre l'Irlande en 2000, l'Écosse et le pays de Galles en 2001, la France en 2002 et 2003. Les Pumas accrochent également la Nouvelle-Zélande (défaite 24-20 en 2001), l'Afrique du Sud (défaites 37-33 en 2000 et 26-25 en 2003). 
En 2003, lors de la Coupe de monde, les Argentins ratent de peu la qualification pour les quarts de finale en s'inclinant 16-15 contre les Irlandais. Après une nouvelle victoire contre la France à Marseille en 2004, la quatrième de suite, puis à Murrayfield contre l'Écosse en 2005, les Argentins s'imposent pour la première fois de leur histoire à Twickenham, sur le terrain de l'Angleterre, championne du monde en titre, le 11 novembre 2006 (18-25), grâce notamment à 22 points de son ouvreur Federico Todeschini.
Lors de la Coupe du monde 2007, l'Argentine s'impose contre le pays hôte, la France, lors du match d'ouverture. L'équipe de Loffreda termine invaincue la phase de poule et bat en quart de finale l'équipe d'Écosse. Ils s'inclinent en demi-finale contre l'Afrique du Sud et finissent la compétition en troisième position après une nouvelle victoire sans bavure contre la France 34 à 10.
| Année | Sélection | Tournoi       | Poste         | Classement IRB à la fin de l'année | Tournoi | Coupe du Monde             |
| ----- | --------- | ------------- | ------------- | ---------------------------------- | ------- | -------------------------- |
| 2000  | Argentine | Aucun tournoi | Sélectionneur | -                                  | -       | -                          |
| 2001  | Argentine | Aucun tournoi | Sélectionneur | -                                  | -       | -                          |
| 2002  | Argentine | Aucun tournoi | Sélectionneur | -                                  | -       | -                          |
| 2003  | Argentine | Aucun tournoi | Sélectionneur | 7e                                 | -       | Éliminé en poule           |
| 2004  | Argentine | Aucun tournoi | Sélectionneur | 7e                                 | -       | -                          |
| 2005  | Argentine | Aucun tournoi | Sélectionneur | 8e                                 | -       | -                          |
| 2006  | Argentine | Aucun tournoi | Sélectionneur | 6e                                 | -       | -                          |
| 2007  | Argentine | Aucun tournoi | Sélectionneur | 3e                                 | -       | Éliminé en demi-finale, 3e |

### Entraîneur desLeicester Tigers
À la suite de ces bons résultats, Loffreda est nommé entraineur des Leicester Tigers après la coupe du monde. Cependant, les résultats de sa nouvelle équipe ne sont pas à la hauteur des attentes des dirigeants et il est démis de ses fonctions un an plus tard.
| Saison      | Équipe           | Division    | Poste  | Classement        | Coupe d'Europe   | Challenge Européen |
| ----------- | ---------------- | ----------- | ------ | ----------------- | ---------------- | ------------------ |
| 2007 - 2008 | Leicester Tigers | Premiership | Avants | Défaite en finale | Éliminé en poule | -                  |

## Palmarès
- 46 sélections pour l'Argentine de 1978 à 1994 dont 16 fois capitaine de 1989 à 1990 puis en 1994
- 4 essais, 17 points
- Sélections par année : 1 en 1978, 4 en 1979, 5 en 1980, 3 en 1981, 5 en 1982, 3 en 1983, 3 en 1985, 5 en 1987, 4 en 1988, 7 en 1989, 4 en 1990, 6 en 1994.